# Маггеридж, Морин (геолог)
Морин Татьяна Маггеридж (13 августа 1948, Кройдон, Великобритания — 7 октября 2010, Napier Downs, Австралия) — британский геолог, открывшая месторождение алмазов «Аргайл» в Западной Австралии.

## Биография
Морин Татьяна Маггеридж родилась в 1948 году в Кройдоне в семье Эрика Маггериджа, основателя благотворительной организации Plan International, и Ингрид Веймер. Большую часть детства она провела в Нигерии и Камеруне, где работал её отец, а затем вернулась в Великобританию, чтобы продолжить образование в Сассексе. Позднее она училась в средней школе для девочек в Брайтоне. В 1971 году Морин получила геологическое образование в Сент-Эндрюсском университете.
В марте 1972 году Морин переехала в Австралию, где устроилась на работу в горнодобывающую компанию Tanganyika Holdings и занималась поисками алмазов.
В 1979 году вышла замуж за Джона Тоуи.
После обнаружения нескольких алмазов в районе Кимберли вдоль реки Леннард консорциум горнодобывающих компаний, известный под общим названием Kalumburu Joint Venture, начал поиски источника этих алмазов в Западной Австралии. Морин Маггеридж была настолько уверена в существовании крупного месторождения алмазов в Австралии, что неустанно исследовала этот регион, несмотря на то, что была на шестом месяце беременности. 2 октября 1979 года Морин Маггеридж обнаружила алмазы в пойме небольшого ручья, впадающего в озеро Аргайл. Затем она проследила путь алмазов до истоков Смоук-Крик, который привёл к трубке «Аргайл».
Морин была аспиранткой Университета Западной Австралии и занималась исследованиями, связанными с кимберлитами.
С 1987 по 1996 год Морин Маггеридж была директором по геологоразведке в Moonstone Diamond Corporation в Перте и занималась алмазными проектами в Австралии, Индонезии и Южной Африке.
В 2002 году она основала собственную компанию Paramount Mining Corporation, работающую в Австралии и Африке. В 2004 году компания была зарегистрирована на Австралийской фондовой бирже.
Морин Маггеридж умерла 7 ноября 2010 года от инсульта во время полевых работ в отдалённой части Западной Австралии.

### Публикации
Статьи
- Muggeridge M. T. Pathfinder sampling techniques for locating primary sources of diamond: Recovery of indicator minerals, diamonds and geochemical signatures (англ.) // Journal of Geochemical Exploration. — 1995. — Vol. 53, no. 1—3. — P. 183—204. — ISSN 0375-6742. — doi:10.1016/0375-6742(94)00061-F.
- Muggeridge M. T. Distribution of lamproite pathfinders in surface soils // Fifth International Kimberlite Conference. Extended Abstracts (англ.). — Brasília: CPRM, 1991. — P. 301—303. — 584 p. — doi:10.29173/ikc2547.
- Groves D. I., Ho S. E., Rock N. M.S., Barley M. E., Muggeridge M. T. Archean cratons, diamond and platinum: Evidence for coupled long-lived crust-mantle systems (англ.) // Geology[англ.]. — 1987. — Vol. 15, no. 9. — P. 801—805. — ISSN 0091-7613. — doi:10.1130/0091-7613(1987)15<801:ACDAPE>2.0.CO;2.
- Lucas H., Mudderidge M. T., McConchie D. M. The nature of iron in kimberlitic ilmenites and chromites // Fourth International Kimberlite Conference. Extended Abstracts (англ.). — Sydney: Geological Society of Australia, 1986. — P. 60—62. — 511 p. — doi:10.29173/ikc1073.
- Mudderidge M. T. A catalogue of kimberlite occurrences // Fourth International Kimberlite Conference. Extended Abstracts (англ.). — Sydney: Geological Society of Australia, 1986. — P. 130—132. — 511 p. — doi:10.29173/ikc1096.
- Mudderidge M. T. The efficiency of fluvial trap sites to concentrate kimberlitic minerals: An experimental sampling programme // Fourth International Kimberlite Conference. Extended Abstracts (англ.). — Sydney: Geological Society of Australia, 1986. — P. 481—483. — 511 p. — doi:10.29173/ikc1209.

## Семья
Отец: Эрик Маггеридж — один из основателей благотворительной организации Plan International;
Мать: Ингрид Веймер;
Дядя: Малкольм Маггеридж (1903—1990) — британский журналист, писатель;
Муж: Джон Тоуи — геолог;
Дети: Николас и Джексон.

## Награды и премии
- Премия Women in Resources Awards 2011 (посмертно)[7].